# Petrovce (Košice)
|  | Per a altres significats, vegeu «Petrovce». |

Petrovce és un poble i municipi d'Eslovàquia. Es troba a la regió de Košice, a l'est del país.

## Història
La primera referència escrita de la vila data del 1571.

## Demografia
| Godina             | 1994 | 2004    | 2014   | 2024   |
| ------------------ | ---- | ------- | ------ | ------ |
| Nombre de persones | 306  | 234     | 214    | 211    |
| Diferència         |      | −23,52% | −8,54% | −1,40% |

| Godina             | 2023 | 2024   |
| ------------------ | ---- | ------ |
| Nombre de persones | 207  | 211    |
| Diferència         |      | +1,93% |